# Contea di Guyuan
La contea di Guyuan (沽源县S, Gūyuán XiànP) è una contea della Cina, situata nella provincia di Hebei e amministrata dalla prefettura di Zhangjiakou.